# NGC 306
NGC 306 je otvoreni skup u zviježđu Tukanu.

## Vanjske poveznice
- SEDS: NGC 0306